# Horst Krüger
Horst Krüger (Magdeburgo, 17 settembre 1919 – Francoforte sul Meno, 21 ottobre 1999) è stato uno scrittore tedesco.
Il suo romanzo d'esordio autobiografico, "Una crepa nel muro: crescere sotto Hitler" (titolo originale "Das Zerbrochene Haus. Eine Jugend in Deutschland or The Broken House: A Youth in Germany") è considerato come un ritratto esemplare dei giovani in Germania al tempo del Terzo Reich. Esso ha ricevuto riconoscimenti internazionali.